# Invoking the Unclean
Invoking the Unclean – wydawnictwo angielskiej grupy muzycznej Cradle of Filth. Demo ukazało się w 1992 roku.	

## Lista utworów
1. Chewing Your Guts (muz. Dani Filth, sł. Cradle of Filth) - 02:56
2. Circle of Perversion (muz. Dani Filth, sł. Cradle of Filth) - 06:15
3. Loathsome Fucking Christ (muz. Dani Filth, sł. Cradle of Filth) - 05:42
4. Darkly Erotic (muz. Dani Filth, sł. Cradle of Filth) - 05:44
5. Dead Orchestra (muz. Dani Filth, sł. Cradle of Filth) - 01:41

## Twórcy
Zespół Cradle of Filth w składzie
- Dani Filth - śpiew
- Paul Ryan - gitara
- Benjamin Ryan - keyboard
- John Richard - gitara basowa
- Darren White - perkusja